# ريتشارد جريج
ريتشارد جريج (بالإنجليزية: Richard Gregg)‏ هو لاعب هوكي الحقل أيرلندي، ولد في 9 ديسمبر 1883 في بورتسموث في المملكة المتحدة، وتوفي في 20 مايو 1945 في دبلن في جمهورية أيرلندا.

## وصلات خارجية
- ريتشارد جريج على موقع أوليمبيديا (الإنجليزية)